# Norbert Reithofer

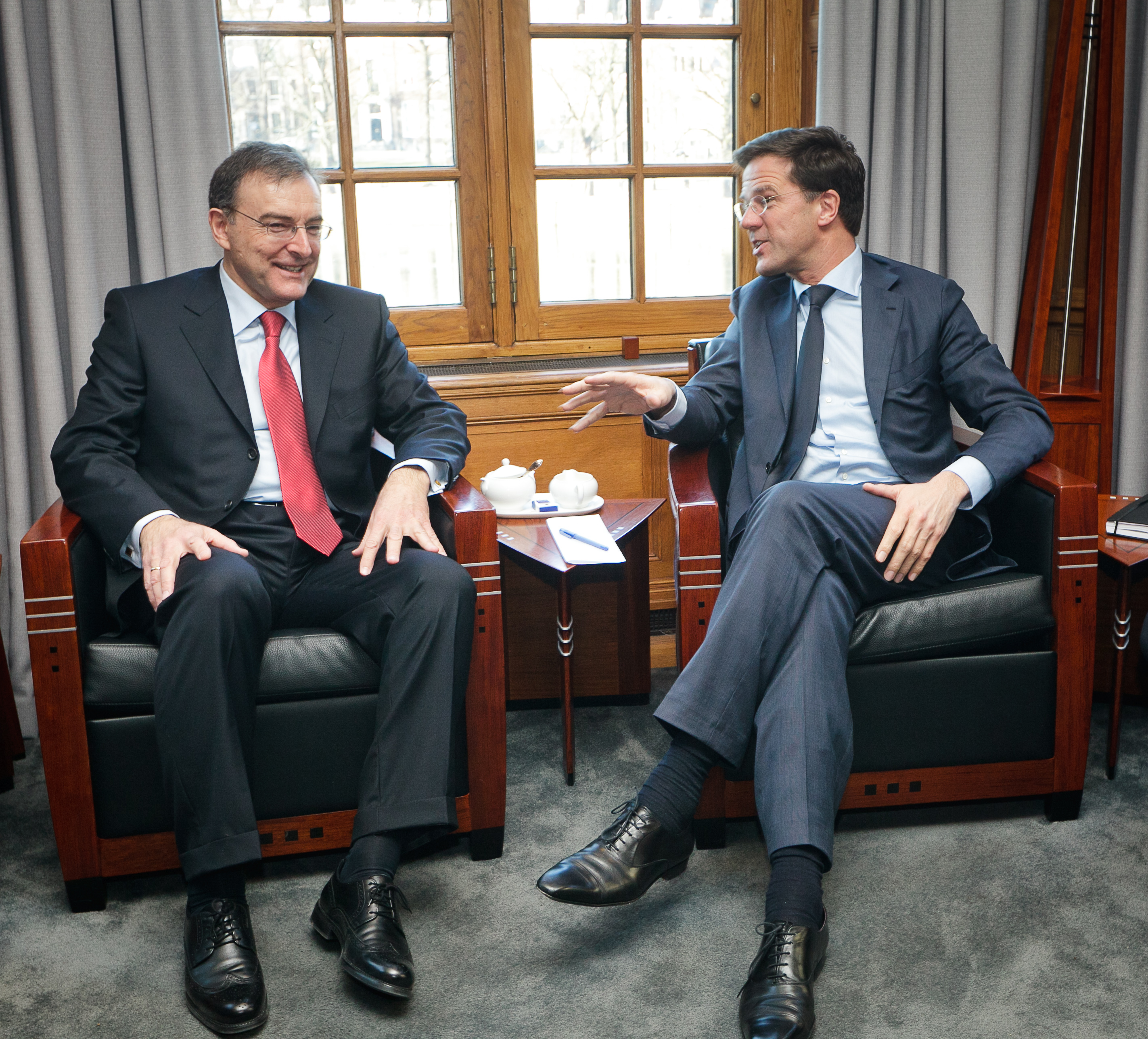
Reithofer (links) mit Mark Rutte (2012)

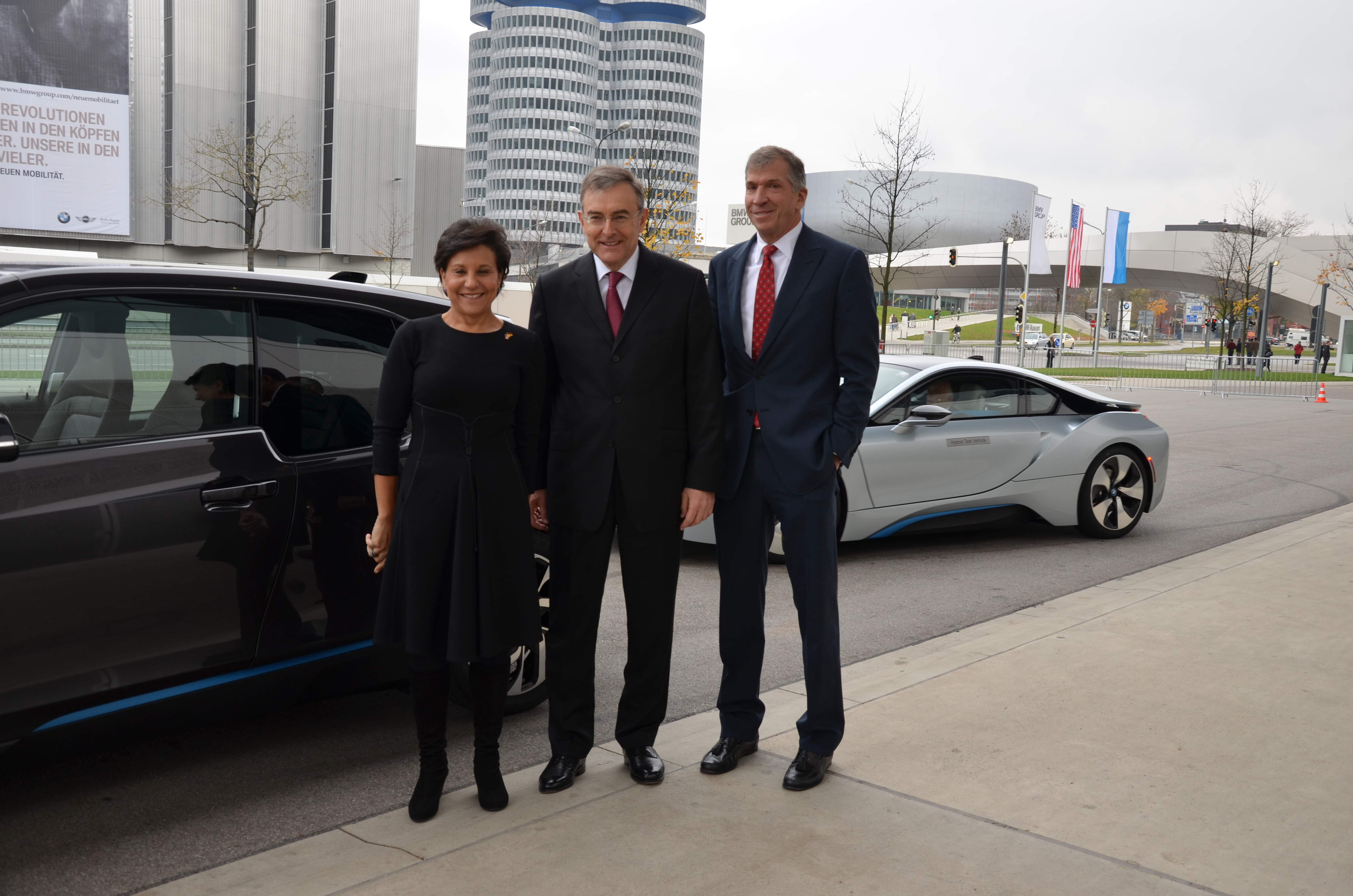
Reithofer (Mitte) mit US-Handelsministerin Penny Pritzker (links) 2013

Norbert Reithofer (* 29. Mai 1956 in Penzberg) ist ein deutscher Manager. Er war von September 2006 bis Mai 2015 Vorstandsvorsitzender der BMW AG. Seitdem hatte Reithofer bis Mai 2025 den Vorsitz des BMW-Aufsichtsrates inne.

## Leben
Nach dem Fachabitur studierte Reithofer von 1974 bis 1977 an der Fachhochschule München Maschinenbau und wechselte danach an die Technische Universität München, um dort Fertigungstechnik und Betriebswissenschaft zu studieren. Nach seinem Abschluss als Diplom-Ingenieur war er von 1984 bis 1987 wissenschaftlicher Mitarbeiter bei Joachim Milberg am Institut für Werkzeugmaschinen und Betriebswissenschaften (iwb) der TU München und schloss seine Promotion zum Dr.-Ing. ab.
1987 wechselte Reithofer als Leiter der Instandhaltung zum BMW-Konzern. Später war er Leiter der Hauptabteilung „Karosserierohbau“ und anschließend Technischer Direktor von BMW Südafrika in Rosslyn in der Provinz Gauteng. Von 1997 bis 2000 war er Präsident der US-amerikanischen BMW US Manufacturing Company in Greer, South Carolina. Im März 2000 wurde er Mitglied des Vorstandes (für Produktion); 1. September 2006 wurde er Vorstandsvorsitzender als Nachfolger von Helmut Panke.
Am 13. Mai 2015 wechselte er vom Vorstand in den BMW-Aufsichtsrat und wurde am selben Tag zu dessen Vorsitzendem gewählt (zuvor Joachim Milberg). Seit 27. Januar 2015 ist Reithofer Mitglied im Aufsichtsrat der Siemens AG.
Er ist Mitglied des Hochschulrats der TU München.
Im Rahmen der Hauptversammlung 2025, am 14. Mai 2025 verließ Reithofer das Amt als Aufsichtsratsvorsitzenden der BMW AG. Nicolas Peter übernahm das Amt als Aufsichtsratsvorsitzenden am 15. Mai 2025.

## Auszeichnungen
- 2005 erhielt er das Große Goldene Ehrenzeichen für Verdienste um die Republik Österreich (entspricht einem Komturkreuz 1. Klasse).[7][8]
- Im Juli 2010 wurde er durch den bayerischen Ministerpräsidenten Horst Seehofer mit dem Bayerischen Verdienstorden ausgezeichnet.[9][10]
- 2011 erhielt er die Ehrendoktorwürde der Fakultät für Maschinenwesen der TU München.[11]
- Im gleichen Jahr ernennt ihn das Manager Magazin zum Manager des Jahres.[12]
- Im Jahre 2012 wurde er durch den französischen Botschafter in Deutschland Maurice Gourdault-Montagne mit dem Ritterkreuz der Ehrenlegion ausgezeichnet.[13]
- 2016 erhielt er aus der Hand des bayerischen Finanzministers Markus Söder die Finanzmedaille des Bayerischen Staatsministeriums der Finanzen.[14]